# 圣罗撒溢流坝
43°46′16.36″N 11°14′40.13″E / 43.7712111°N 11.2444806°E

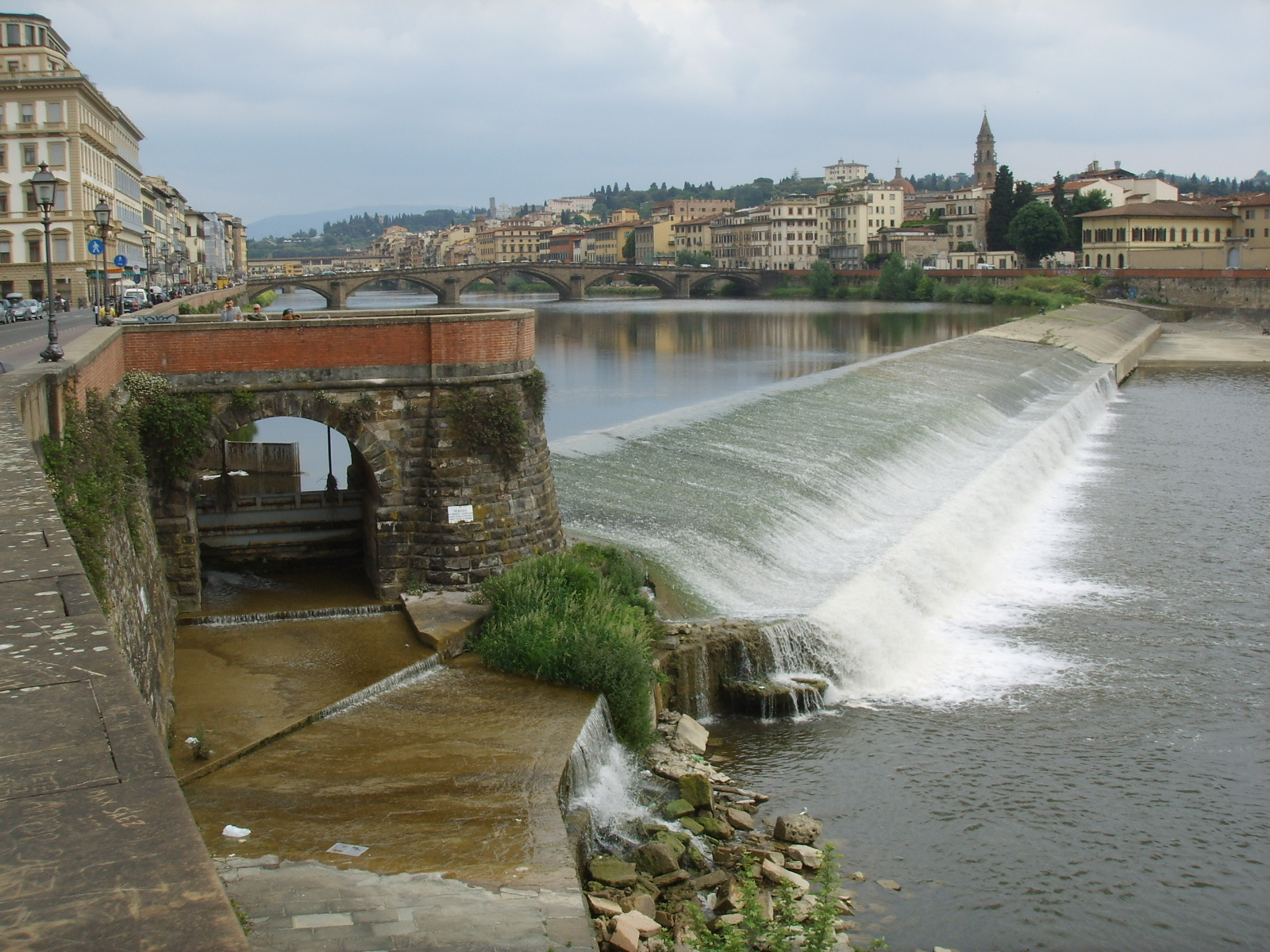
圣罗莎溢流坝

圣罗莎溢流坝（pescaia di Santa Rosa）是佛罗伦萨一个堰，位于韦斯普奇堤岸（lungarno Vespucci）, 俯瞰阿诺河的一个平台下面，它得名于附近南岸奥特拉诺区的圣罗莎塔（torrino di Santa Rosa）。
溢流坝是昔日磨坊的遗迹，在修筑堤岸时拆除磨坊而形成。
圣罗莎溢流坝接近亚美利哥维斯浦奇大桥（Ponte Amerigo Vespucci）。